# Centrum Obrony Praw Człowieka Wiosna
Centrum Obrony Praw Człowieka Wiosna (biał. Праваабарончы цэнтр «Вясна») – białoruska organizacja zajmująca się obroną praw człowieka.

## Historia
Organizacja została założona w 1996 roku przez białoruskiego działacza społecznego i laureata Pokojowej Nagrody Nobla Alesia Bialackiego. W 2003 roku białoruski sąd zlikwidował organizację. Rok później Centrum Obrony Praw Człowieka Wiosna dołączyło do Międzynarodowej Federacji Praw Człowieka. W 2012 roku białoruskie władze zamknęły biuro organizacji znajdujące się w Mińsku. Amnesty International uznała zamknięcie biura organizacji „za rażące naruszenie międzynarodowych zobowiązań Białorusi w zakresie praw człowieka”. Organizacja brała aktywny udział w relacjonowaniu naruszeń praw człowieka przez władze Białorusi m.in. w czasie protestów w 2010 i 2020 roku i opisywała sytuację więźniów politycznych na Białorusi. Po protestach w 2020 roku wielu członków organizacji (m.in. członek zarządu Walencin Stefanowicz, prawnik Uładzimir Łabkowicz czy jej dyrektor Aleś Bialacki) zostało aresztowanych przez białoruską policję.
3 marca 2023 Aleś Bialacki został skazany przez sąd w Mińsku na 10 lat kolonii karnej o zaostrzonym rygorze. Ponadto jego trzej współpracownicy, aktywiści, usłyszeli wyroki od siedmiu do dziewięciu lat więzienia.
Zimą 2021–2022 władze białoruskie uznały zasoby internetowe „Wiosny” za materiały ekstremistyczne, a w sierpniu 2023 r. „Wiosna” została uznana za grupę ekstremistyczną. Udział w działalności grupy ekstremistycznej stanowi przestępstwo w świetle białoruskiego prawa.